# Histoire des Chartreux

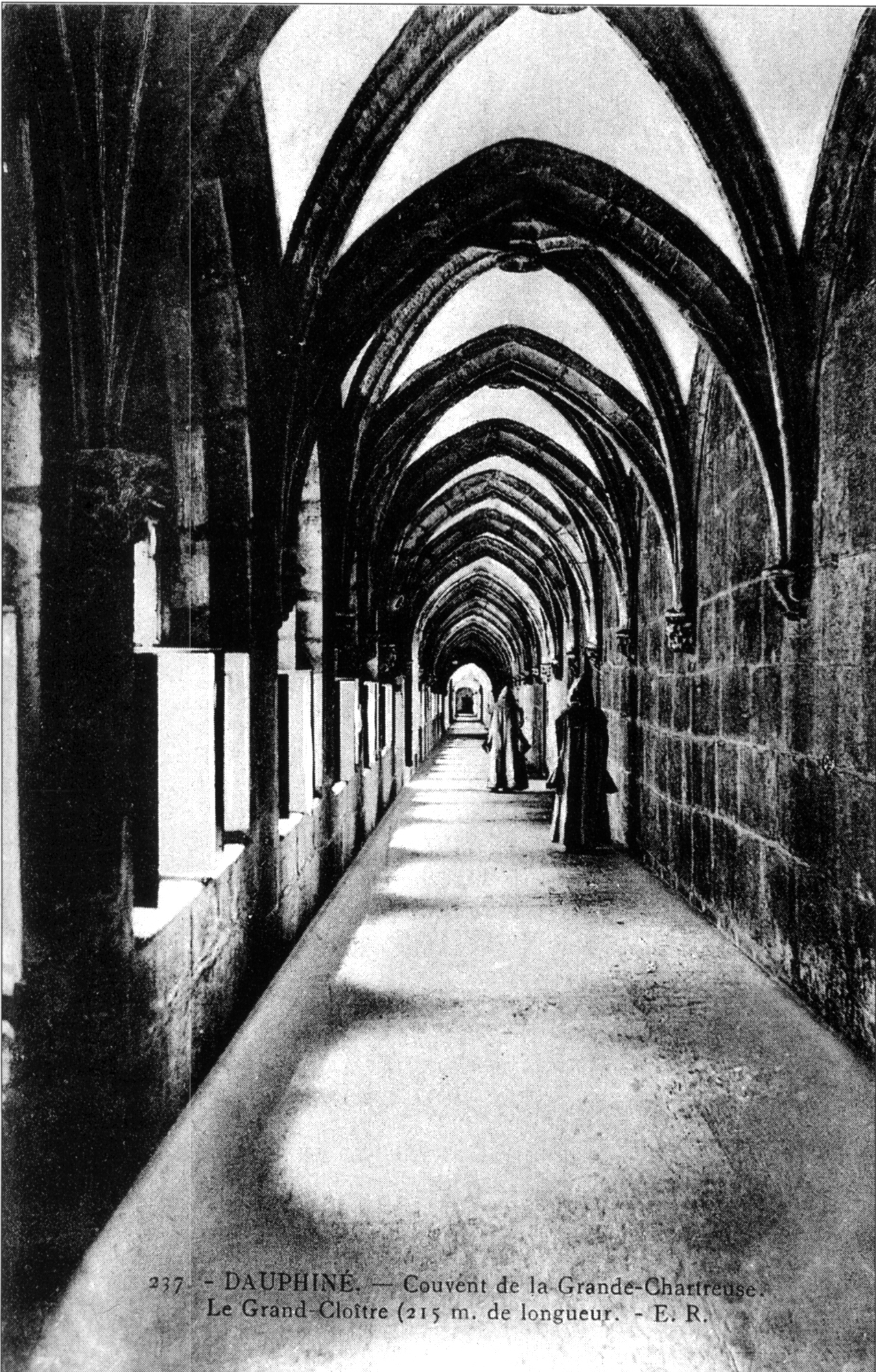
Le grand cloître de la Grande Chartreuse, au début du XXe siècle.

Pour des articles plus généraux, voir Ordre des Chartreux et Grande Chartreuse.
L'histoire des Chartreux commence en 1084 avec la fondation du premier monastère dans le massif montagneux de Chartreuse, au-dessus de Grenoble en Dauphiné, par saint Bruno, écolâtre de Reims, un Allemand originaire de Cologne et 6 compagnons (Lanuin, Hugues le Chapelain, Étienne et Étienne, ainsi que deux laïcs : André et Guérin) qui fondèrent ensemble la communauté de la Grande Chartreuse, maison-mère de l'ordre cartusien.
En 1090, Bruno fut appelé par Urbain II à Rome. Rapidement, il partit fonder en Calabre un nouvel ermitage, sans lien institutionnel avec la première fondation de Chartreuse. Après sa mort, le 6 octobre 1101, cette seconde fondation s'agrégea rapidement à l'ordre cistercien. Elle ne fut affiliée à l'ordre cartusien qu'au XVIe siècle, lorsque les Chartreux s'y installèrent de manière durable.

## Évolution institutionnelle

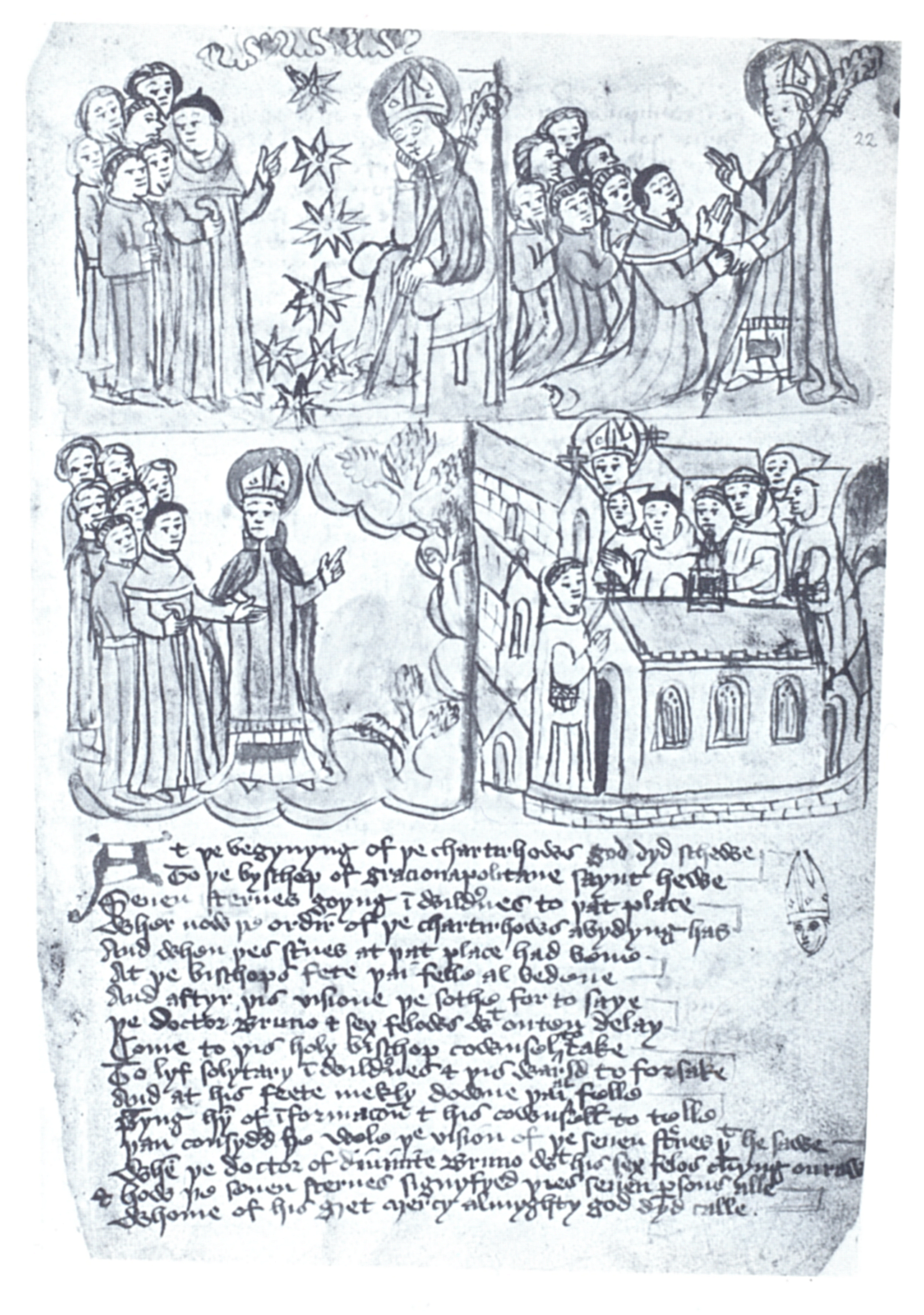
Fondation de la Grande Chartreuse (manuscrit du XVe siècle).

Bruno n'écrivit pas de règle et n'a laissé comme écrit authentique que deux courtes lettres et une profession de foi. Vers 1127 Guigues Ier, cinquième prieur de la maison de Chartreuse, mit par écrit les Coutumes pratiquées par les moines de la Grande Chartreuse, à la demande de différentes communautés voisines qui désiraient vivre sur le même mode.
Le premier chapitre général de l'Ordre, réunissant toutes les maisons, se tint en 1140 sous le priorat de saint Anthelme. Cette date marque la naissance canonique de l'Ordre des Chartreux qui prend désormais place à côté des grandes institutions monastiques du Moyen Âge. Vers la même époque, les moniales de Prébayon en Provence décidèrent d'embrasser la règle de vie des chartreux. » (Statuts actuels I.1) Le rattachement eut lieu vers 1145 et fut le début de la branche féminine de la famille cartusienne.
Les chapitres généraux se réunirent par la suite annuellement. Leurs décisions ou statuts furent rassemblés dans des recueils. Ils avaient force de loi sur l'ensemble des maisons affiliées. Joints aux Coutumes de Guigues qu'ils avaient pour fonction d'interpréter et d'adapter, ils furent publiés sous forme de collections qui reçurent, au fil des nouvelles éditions augmentées, les noms de « Statuts de Jancelin » (1222), d'« Antiqua Statuta » (1259), de « Nova Statuta » (1368), de « Tertia Compilatio » (1509).
Au cours du Grand schisme d'Occident, l'Europe est divisée en deux obédiences, l'une au pape de Rome et l'autre au pape d'Avignon. Ce schisme provoque également un schisme au sein de l'ordre des Chartreux en 1380 qui dure jusqu'en 1410. Urbain VI déménage le siège du chapitre général à Žiče, qui le reste pendant près de deux décennies (1391-1410).
Les chartreux allemands et italiens sont avec le pape de Rome, et ceux de France et d'Espagne suivent le pape d'Avignon. Les monastères chartreux des comtés de Hollande et Zélande, et du Duché de Gueldre obéissent  également au pape de Rome et sont dirigés par le chapitre de Žiče.
En 1510, furent imprimés pour la première fois en une nouvelle édition unique les Coutumes de Guigues, les « Antiqua » et les « Nova Statuta », la « Tercia Compilatio ». L'ouvrage reçut le nom de « Statuta ». Mais le principe des codifications cumulatives, adopté jusqu'alors, atteignait ses limites. Après plus de dix ans de travail, l'édition de 1582 consacrait une révolution législative qui n'a pas été remise en cause jusqu'à nos jours. Abandonnant le principe des compilations pratiquées jusqu'alors, l'ordre décida de fondre toutes les éditions antérieures en un seul texte synthétique structuré. À partir de ce moment, les Coutumes de Guigues disparaissent de la législation cartusienne proprement dite et n'y ont plus été réintégrées, sinon sous forme de citations ou d'extraits choisis.
Les guerres de Religion affaiblirent l'ordre qui fut obligé de fermer la majorité de ses maisons. Beaucoup disparurent à cause de la Réforme protestante en Allemagne, en Hollande ou en Angleterre. Le joséphisme donna un coup d'arrêt définitif aux chartreuses d'Autriche, de Flandres et de Lombardie (en tout vingt-quatre maisons). Dans les premières années de la Révolution française, les chartreux étaient perçus comme formant un ordre riche (tirant ses ressources considérables grâce aux revenus des domaines agricoles, de la métallurgie et de la sylviculture) « capteur du patrimoine ». Selon Taine, il y avait 1 144 chartreux (y compris une centaine de moniales) dans soixante-huit maisons  dans le royaume de France à la veille de la Révolution . Toutes les maisons françaises durent fermer en 1791 et 1792, et furent vendues comme bien national, puis ce fut au tour de la Belgique, de la Bavière (en 1803), des Pays-Bas et de la Pologne. L'Espagne fut touchée aussi à cause du désamortissement de Mendizábal qui organise la confiscation des propriétés des congrégations.
L'ordre fut rétabli à la grande Chartreuse en 1816.
De soixante-quatre monastères que l'ordre comptait en France avant la Révolution, il ne restait que la Grande Chartreuse, avec Currière pour dépendance, et une maison achetée à Mougère. Quelques moniales de l'Ordre avaient pu s'établir à Beauregard, en 1821 ; l'état de gêne dans lequel elles vivaient approchait fort de la misère. Supprimés en Italie, comme presque tous les autres ordres religieux, les Chartreux avaient pu se rétablir après la chute de Napoléon Ier, mais quelques-unes de leurs communautés étaient si peu fournies de sujets que leur suppression était à peu près résolue. En Suisse seulement, les deux chartreuses de la Part-Dieu, et celle d'Ittingen, se retrouvaient à peu près telles qu'elles étaient avant 1789.
Durant la période de transition que la Chartreuse connaît entre 1816-1830, l'observance religieuse dans la Grande Chartreuse souffre, du grand âge des religieux, de la diversité des us et coutumes apportés par ceux-ci de toutes les maisons dont ils sont originaires, mais surtout de l'interruption forcée de toutes les traditions cartusiennes pendant les années de la première République et de l'Empire ; Le nouveau général, dom Jean-Baptiste Mortaize veut restaurer l'ordre de saint Bruno tout entier. Le jour même de son installation il se met à l’œuvre, en réclamant la stricte observance du statut cartusien. Le « Statut, tout le Statut, rien que le Statut ».
Dom Jean-Baptiste sollicite de Rome les dispenses nécessaires pour le rétablissement des chapitres généraux. Le 2 juillet 1837, toutes les difficultés sont aplanies, et ces grandes assises de l'Ordre, interrompues depuis près d'un demi-siècle, reprennent leurs cours.
Quelques maisons mirent du temps à se reconstituer au XIXe siècle. La restauration de l’ordre cartusien, après la révolution française, est l’œuvre du général, dom Jean-Baptiste Mortaize. En 1835, la chartreuse de Valbonne et celle de Bosserville avaient été rachetées. En 1843, on peut entreprendre la restauration de la chartreuse de Montrieux et en 1844, de celle du Reposoir. En Italie, la chartreuse de Pavie est rendue par l'Autriche à sa destination primitive. Dès 1852, une nouvelle maison est fondée à Montauban pour les religieuses chartreusines; et en 1854, le gouvernement constitutionnel du Piémont lui arrache la chartreuse de Turin, en 1855 il fait entreprendre la restauration de la Chartreuse de Portes; en 1858, celle de Vauclaire, et, un peu plus tard, des négociations s'ouvrent avec le conseil d’État de Fribourg, en Suisse, pour le rétablissement de la Valsainte.
En France, les lois d'Émile Combes de 1901 obligèrent tous les chartreux de France à quitter le pays en 1903 et ils vont grossir les rangs de communautés subsistant en Suisse et en Espagne et donner un essor à la chartreuse de Parkminster en Angleterre. Ils n'eurent le droit de revenir en France qu'une trentaine d'années plus tard. Farneta étaient la maison-mère de l'ordre depuis l’expulsion des chartreux de la Grande Chartreuse en 1903 jusqu'en 1940.
À la suite du concile Vatican II, les « Statuts rénovés de l’Ordre cartusien » furent promulgués et approuvés en 1971 et 1973, puis à nouveau refondus pour être mis en conformité avec le Code de droit canonique de 1983. Ils portent désormais le titre de « Statuts de l’Ordre cartusien », approuvés par le chapitre général de 1987.

## Démographie
Guigues avait limité le nombre des habitants d'une chartreuse à 12 pères et 16 frères. Mais le succès de l'ordre, en particulier aux XIIIe et XIVe siècles, conduisit à multiplier les maisons, puis à dépasser ce nombre. Malgré cela l'ordre cartusien ne s'est jamais développé de manière comparable aux autres ordres monastiques en raison de la sélection naturelle opérée par les conséquences d'une solitude radicale, en particulier l'absence de projet humain proposé à l'horizon des candidats pour soutenir leur entrée dans le désert et leur permettre de s'y enfoncer.
L'ordre a compté à ce jour environ 210 implantations ou fondations différentes depuis 1084. Certaines furent très éphémères, d'autres furent fermées puis réoccupées. Il y a rarement eu plus de cinq maisons de moniales simultanément en activité. L'ordre atteint sa plus grande extension numérique et géographique au XIVe siècle avec près de 150 maisons en activité.
Pour une liste (encore incomplète) recensant les anciennes chartreuses de l'ordre, voir l'article liste de chartreuses.
Seule la situation moderne et contemporaine est étudiée ici.

### Recul…

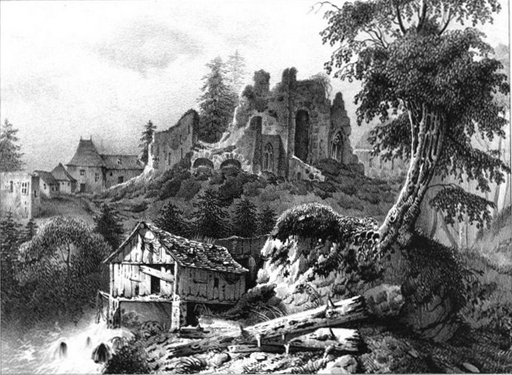
Ruines de la Chartreuse de Prémol au XIX, illustrées par Victor Cassien (1808 - 1893).

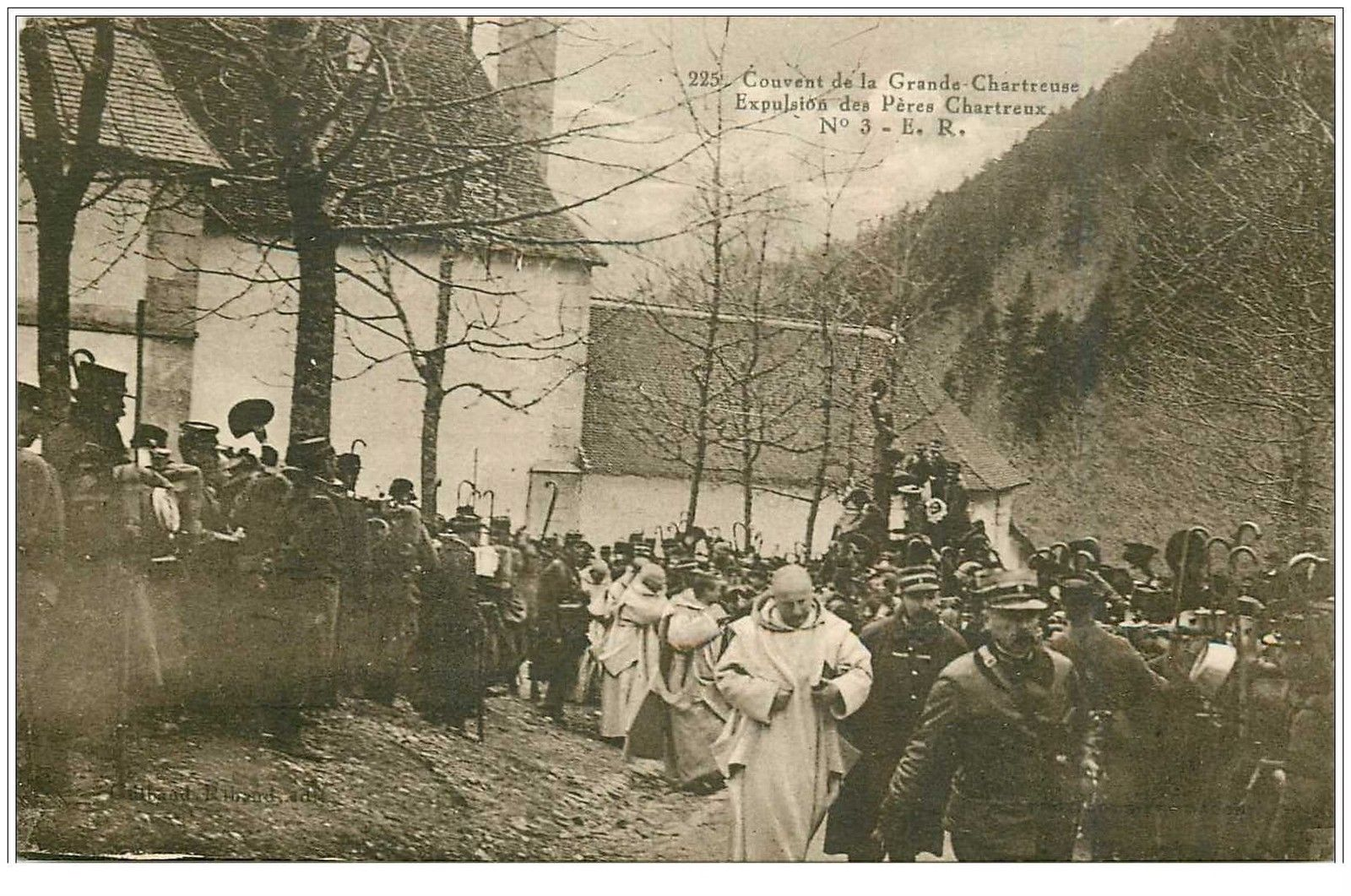
Expulsion manu militari des pères chartreux de la Grande Chartreuse, le 29 avril 1903.

L'Ordre des Chartreux subit de plein fouet les violentes secousses socio-culturelles du monde moderne.
Outre la Grande Chartreuse, l’ordre comptait encore au XIXe siècle 92 monastères dont les plus importants étaient ceux de Florence (fermé en 1957), de Pise (fermé en 1970) et de Pavie (fermé en 1866 par réquisition de l'État italien), auxquelles s'ajoutaient 5 communautés de moniales cartusiennes, dont 3 en France.
Au cours du XXe siècle, ce sont près de 75 maisons qui furent fermées les unes après les autres. En France, après les coups de boutoir de l'anticléricalisme et de la Première Guerre mondiale, beaucoup de communautés ne se relevèrent jamais. L'Italie et l'Espagne virent plusieurs maisons fermées à la suite de la Seconde Guerre mondiale. En 2001, le chapitre général décida la fermeture des chartreuses de Sélignac (France) et Jerez de la Frontera (Espagne).
La sécularisation des sociétés occidentales, la démographie en baisse, la crise des vocations religieuses de plus en plus forte en Europe depuis la fin des années 1960 ont achevé sa réduction à la portion congrue, aidée par une spiritualité et un mode de vie qui ne permettaient aucune autre pastorale des vocations que la publication de plaquettes et fascicules sommaires sur la vie cartusienne.
En une cinquantaine d'années, l'ordre a ainsi perdu plus de 50 % de ses effectifs, indépendamment de toute interférence politique, baisse encore jamais observée, même après la Révolution française[réf. nécessaire].

### …et fondations
Il faut attendre la deuxième moitié du XXe siècle pour que l'ordre franchisse l'Atlantique et sorte des frontières européennes. Tantôt à la demande de la hiérarchie locale (Brésil), tantôt à leur propre initiative, les chartreux ont entrepris plusieurs fondations. La maison fondée aux États-Unis en 1950, a été érigée en maison régulière en 1971 à Arlington (État du Vermont), sous le nom de chartreuse de la Transfiguration. Avec l'accord du chapitre général, au milieu des années 1980, puis à nouveau dix ans plus tard, le Révérend Père général Dom André Poisson diligenta plusieurs missions de prospection au Brésil, à la demande du président de la Conférence épiscopale, puis en Asie du Sud-Est (Philippines, Corée) et finalement en Argentine. Elles débouchèrent sur la fondation en cours de stabilisation de trois maisons au Brésil (1984), en Argentine (1998, à la chartreuse de Deán Funes) et en Corée du Sud (moines à Notre-Dame de Corée et moniales).
Depuis 2001, la fermeture de la chartreuse de Sélignac a conduit l’ordre à une tentative originale consistant à l’implantation dans les murs du monastère d’une communauté laïque, à même de recevoir des retraitants et de prolonger la présence des fils de saint Bruno dans les murs de l’ancienne maison.
La fondation des sœurs et moines de Bethléem, implantés notamment dans l'ancienne chartreuse de Currière, soutenue par Dom André Poisson, alors prieur de la Grande Chartreuse, a été longtemps regardée avec suspicion par certains, chartreux ou non, qui considéraient que la Chartreuse était seule dépositaire du « charisme de saint Bruno ».
Dans la seconde moitié du XXe siècle, la crise des vocations fait lentement évoluer un certain discours élitiste. L'admiration romantique de leurs amis de l'extérieur, entretenue par une certaine littérature apologétique, autant que par le secret dont les chartreux protègent leur solitude, a contribué à les assimiler - bien malgré eux, mais non sans qu'ils en soient inconsciemment complices - à une sorte d'aristocratie de la vie monastique. Cette mentalité, assez répandue dans les ordres religieux de la période qui a suivi la Révolution française et la Restauration, dont d'autres ordres plus sensibles aux mouvements sociaux-culturels se sont plus rapidement départis, expliquerait en partie la diminution du recrutement de l'ordre et la manière dont il a pu exposer son charisme, non sans contradiction avec son message religieux de simplicité et de pauvreté dans la recherche de Dieu (voir article Ordre des Chartreux : Vie spirituelle).
Dans ce contexte, la diffusion depuis 2005 du film Le Grand Silence pourrait être considérée comme un tournant dans l'entreprise de correction de son image que l'ordre tente depuis les années 1990. Sollicité en vain en 1984, le tournage a finalement été effectué à la demande du nouveau prieur de la Grande Chartreuse, en 2002-2003. Il montre quelques aspects de la vie des religieux. Sans toujours y parvenir, le film entend susciter un nouveau regard sur une forme de vie monastique parmi les plus originales, mais aussi les plus étrangères aux mœurs et aux mentalités modernes, jusques et y compris au sein du catholicisme.